# Condado de Albert
El Condado de Albert es una subdivisión territorial de la provincia canadiense de Nuevo Brunswick. Según el censo de 2021, tiene una población de 30 749 habitantes.
Como consecuencia de una reforma de los Gobiernos locales, los condados dejaron de funcionar en 1966 y sus concejos fueron disueltos. Simplemente se mantienen como subdivisiones de tipo geográfico.

## Historia
El condado fue creado en 1845 a partir de territorios que en ese momento pertenecían a los condados de Westmorland y Saint John. Su nombre es en honor al Príncipe Alberto.